# Bahjí

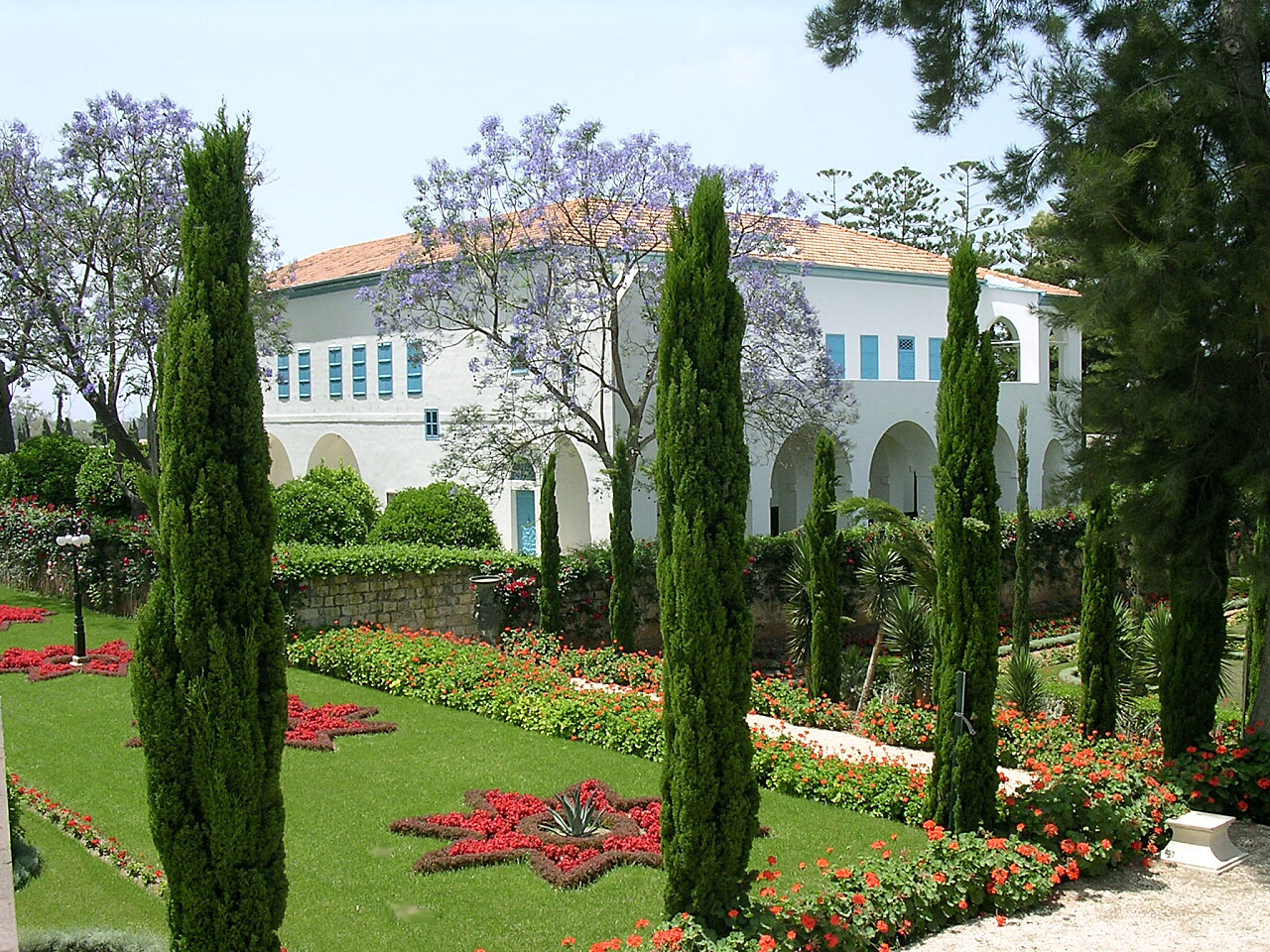
Bahjí

Bahjí, mindre by på landsbygden strax utanför staden Akka (Acre, Accô) i norra Israel. Det är också namnet på den centrala egendomen i byn. Denna förvärvades 1879 av 'Abdu'l-Bahá, sonen till bahá'í-religionens grundare Bahá'u'lláh. 
Bahá'u'lláh hade suttit inspärrad som politisk-religiös fånge innanför murarna i fängelsestaden 'Akká sedan 1868 och varit mer eller mindre frihetsberövad ända sedan 1852. Sommaren 1879 bröt en smittsam farsot ut i 'Akká med omgivningar. Detta var inget ovanligt, utan som oftast ett resultat av de sanitära missförhållandena i den innersta delen av fängelsestaden. Den grupp bahá'íer som spärrats in i 'Akká tillsammans med Bahá'u'lláh hade decimerats i betydande grad.
De bland befolkningen som hade råd brukade resa bort från staden och dess omgivningar så länge en epidemi varade. 'Udí Khammár och hans familj hade definitivt tröttnat på staden 'Akká och de ständiga utbrotten av sjukdomar. De sålde lantegendomen Bahjí till 'Abdu'l-Bahá för en struntsumma sommaren 1879. 'Abdu'l-Bahá övertalade sin far att lämna gården Mazra'ih där denne levt i cirka två år, för att i stället leva i den nyförvärvade fastigheten som kunde erbjuda ett rikare mått av planteringar och naturupplevelser. Villkoren var desamma som tidigare: Bahá'u'lláh fick inte lämna egendomen, han fick endast ta emot ett mycket begränsat antal gäster som hade granskats i förväg av myndigheterna, och varken han eller någon i hans familj fick undervisa om bahá'í-tron eller diskutera religion över huvud taget.
Bahá'u'lláh levde på Bahjí de sista 13 åren av sitt liv. Efter hans död den 29 maj 1892 blev 'Abdu'l-Bahá familjens överhuvud, och liksom sin far fick han inte lämna 'Akká-området eller undervisa om tron. Ett av hans första beslut var att Bahjí skulle omvandlas till en gravhelgedom omgiven av sköna trädgårdar och planteringar som skulle tala genom att använda färgernas och dofternas språk. 'Abdu'l-Bahá insåg att helgedomen förr eller senare även skulle få en museidel, och att besökare och pilgrimer skulle få undervisning i betydande grad genom att besöka ett sådant museum.   Numera är Bahjí tillsammans med profeten Bábs gravhelgedom på berget Karmel några kilometer därifrån de heligaste platserna för världens cirka sex miljoner bahá'í-troende. Båda helgedomarna togs år 2008 med i Unescos lista över världsarv.
- Wikimedia Commons har media som rör Bahjí.